# Brian Weiss
Brian Weiss (New York, 6 novembre 1944) è uno psichiatra, parapsicologo e personaggio televisivo statunitense.
I suoi interessi includono aree pseudoscientifiche quali la reincarnazione, l'ipnosi regressiva, la progressione a vite future e la sopravvivenza dell'anima dopo la morte.

## Biografia
Weiss si è laureato presso la Yale University School of Medicine nel 1970, completando poi uno stage in medicina interna alla New York University Medical Center e quindi tornando a Yale per un tirocinio in psichiatria. È stato direttore del dipartimento di psichiatria al Mount Sinai Medical Center di Miami.
Nel 1980 una paziente del Dr. Weiss di nome Catherine ha iniziato a parlare di esperienze di vite passate mentre era sotto effetto di ipnosi. Weiss dichiarò di aver trovato riscontri documentali dei racconti di Catherine ed in seguito a ciò di aver iniziato a credere alla sopravvivenza di elementi della personalità umana dopo la morte.. 
Ha affermato di aver fatto "regredire" oltre 4.000 pazienti a partire dal 1980. Weiss sostiene che tali pratiche avrebbero benefici terapeutici e che molte delle fobie e dei disturbi della vita presente sarebbero radicati nelle esperienze di vite passate che, una volta affiorate nella coscienza dei pazienti, avrebbero un effetto curativo sulle condizioni di vita. Weiss scrive anche al riguardo dei messaggi ricevuti da entità, per convenienza chiamati Maestri, con i quali sostiene di aver comunicato attraverso i suoi pazienti.
È autore di otto libri riguardanti la reincarnazione.
Weiss è frequentemente ospite della televisione e della radio americana in talk show come The Oprah Winfrey Show, Coast to Coast AM,  Larry King Live e 20/20. 
Weiss è apparso anche nel programma televisivo italiano Voyager, durante il quale è stato intervistato dal conduttore Roberto Giacobbo e ha condotto un presunto esperimento di ipnosi regressiva sull'attrice Selvaggia Quattrini.
Dal 2011 tiene annualmente un seminario in Italia. L'unico, e ultimo, in Europa, un corso intensivo di tre giorni, è avvenuto sul Lago di Garda dal 31 maggio al 2 giugno 2019.
Weiss vive con la moglie Carole a Miami, in Florida, dove scrive e organizza seminari pubblici aventi come oggetto il tema della reincarnazione.

## Nella cultura di massa
- Weiss è menzionato nella canzone No Creo della cantante colombiana Shakira.

## Opere
- Molte vite, molti maestri, ISBN 8804453672
- Oltre le porte del tempo. Rivivere le vite passate per guarire la vita presente, ISBN 8804435895
- Molte vite, un solo amore, ISBN 880443175X
- Messaggi dai maestri, ISBN 8804495464
- Molte vite, un'anima sola. Il potere di guarigione delle vite future e la terapia della progressione, ISBN 8804582022
- Lo specchio del tempo [guida], ISBN 8863861994
- In meditazione verso le vite passate. Un percorso verso la pace interiore [guida], ISBN 8863861773
- I miracoli accadono. Curare l'anima attraverso il ricordo delle vite passate, ISBN 8804623969